# Walter Shewhart
Walter Shewhart, född 18 mars 1891 i Pike County i Illinois, död 11 mars 1967, var en amerikansk fysiker och förgrundsgestalt inom kvalitetstekniken. Han avlade 1918 doktorsexamen i fysik och arbetade sedan bland annat vid Bell Laboratories och Western Electric där han utarbetade mycket av teorin för kvalitetsteknik, som är applicerbar också idag. I ett internt PM introducerade han 1924 styrdiagrammet, ett av kvalitetsteknikens viktigaste verktyg.
Shewhart var inte bara intresserad av de statistiska aspekterna av ämnet, även om det var här som han kom att lämna sina mest bestående avtryck. Hans syn på kundbehov och kunskapsteori uppvisar en helhetssyn av tämligen modernt slag.
För en sammanfattning av Shewharts filosofi och de metoder han utarbetade, se W. Shewhart (1931), Economic Control of Quality of Manufactured Product. Van Nostrand.